# Szabó Ervin (színigazgató)
Szabó Ervin (Budapest, 1941. május 20. – 2007. január 28.) magyar színigazgató.

## Életpályája
Az 1960-as évektől dolgozott a színházi szakmában. Nyolc éven át volt a Színész Szakszervezet titkára, majd a Fővárosi Tanács színházi osztályának vezetője lett. Az 1970-es években Moszkvában tanult. 1982 júliusa és 1990 között a József Attila Színház igazgatója volt. 2007-ben hunyt el.